# Illbient
L'illbient est un genre de musique électronique. Le terme est attribué pour la première fois au genre par DJ Olive (en) pour décrire une musique iconoclaste produite par une communauté d'artistes résidant dans les cités de Williamsburg à Brooklyn, New York en 1994. « Illbient » est un jeu de mots entre le mot ill, un argot issu de la scène hip-hop (expressive positive pour exprimer la folie) et l'ambient.
Bien qu'il existe plusieurs variantes d'illbient, la musique se caractérise par un paysage sonore orienté dub.

## Artistes représentatifs
Les artistes et groupes représentatifs du genre incluent notamment : Byzar, DJ Olive, DJ Spooky, Scorn, Sub Dub, Teargas & Plateglass, Techno Animal, We™, Witchman, et TWISTOR.

## Morceaux représentatifs
Le morceau Buoy de DJ Olive illustre l'approche expérimentale de DJ Olive, mêlant des sons ambient et des rythmes subtils, créant ainsi une atmosphère immersive et des textures sonores complexes propres au genre illbient. Dawa Zangpo de Sub Dub,lui, est un exemple de la fusion entre dub et ambient, créant des paysages sonores profonds et envoûtants caractéristiques du genre musical.